# Limba corsicană
Limba corsicană este în prezent un ansamblu de dialecte romanice (adică, provenite din latină, cum ar fi italiana sau spaniola), împărțite în două grupe principale de dialecte, cismuntincu (denumire tradițională: cismontano), foarte “apropiata” de toscana, și pumuntincu (denumire tradițională: oltramontano) care prezintă caracteristici comune cu vorbitorii din Italia meridională dar și cu Sardinia și în special limba siciliană. Acest grup de dialecte corsicane prezintă o unitate reală, în sensul că normele în scris permit, de exemplu, trecerea de la una la alta (limbă acoperiș). Această coexistență a unității și a varietății a dat naștere la conceptul sociolingvistic de limbaj polinomic.
Limba corsicană este vorbită în Corsica, dar și în nordul Sardiniei (în ceea ce privește varianta sa pumuntincu, cu dialecte ale Gallura). Oficializarea statutului său de limbă în sine este relativ recentă: ea datează din anii șaizeci ai secolului XX) și este contestată de mulți lingviști care o văd ca o revendicare politică nefondată din punct de vedere lingvistic. În sensul clasificării stabilită de UNESCO, limba corsicană este pe cale de dispariție, până la sfârșitul secolului.
Pentru unii lingviști, nu se încadrează în definiția generală acceptată de limbă romanică distinctă, având în vedere proximitatea sa strânsă cu italiana (mai ales dialectele toscane din jurul Romei și cele din Umbria), precum și alte variante. De asemenea, denumirea de limbă, adoptată în acest articol, este considerată necorespunzătoare de unii lingviști specialiști în limbi romanice, în timp ce este recunoscută în mod unanim, de exemplu, pentru limba sardă. Cu toate acestea, alți lingviști consideră limba corsicană ca o limbă de sine stătătoare, având în vedere unitatea, constituită din tot ansamblul de dialecte insulare. Ei susțin de asemenea că eșecul de a nu îi recunoaște unui limbaj de un astfel de statut este adesea folosit pentru a minimiza impactul stingerii posibile a unei limbi. În plus, se accentuează faptul că apropierea de limba toscană nu se aplică la varietațile taravaise și sartenaise ale  limbii corsicane. De fapt, limba corsicană este recunoscută ca o limbă cu standardul internațional ISO 639. Cele două poziții pot fi considerate reconciliabile: prima este o perspectivă tipologică (structurală), în timp ce a doua este punctul de vedere al reprezentării și dezvoltării. În sociolingvistică, tipologia lui Heinz Kloss a rezolvat problema definirii unei limbi: limba corsicană este o limbă ausbau sau de dezvoltare (separată de italiană); însă, prin afinitatea  structurilor lor, corsicana și italiana formează împreună un diasistem (sau limbă de la distanță sau limbă abstand).

## Repartiția geografică a dialectelor
În limbile romanice, limba corsicană aparține grupului lingvistic italo-romanic. Limba corsicană este utilizată pe întreg teritoriul insulei (fără ca locul său să fie generalizat), cu excepția orașelor din Bonifacio și Calvi, unde încă se mai vorbește cu un dialect liguric de origine genoveză. Din cauza unei emigrări mai vechi și masive a corsicanilor în insula La Maddalena, la nord de Sardinia, ei vorbesc atât corsicană cât și sardă. Gallurii sau galluriana (Gallurese sau gadduresu), dialectul din regiunea Gallura, din nordul Sardiniei, este foarte aproape de dialectele din sudul Corsicii (acestea sunt, de asemenea, mai apropiate unul de altul decât alte variante ale limbii corsicane, cf. RA Hall. Jr.), în timp ce limba sardă însăși ar trebui să fie considerată net o limbă diferită (este foarte diferită de italiană și dialectele sale). De exemplu, toate aceste dialecte corsicane și non-sarde, din Sardinia, au un plural în -i la fel ca în italiană, în timp ce pluralul tipic sard este în -s (la fel ca în franceză sau spaniolă). Cu toate acestea, probabil, un substrat comun pentru ambele limbi sardă și corsicană, precum și apartenența la Romania africana, oferă multe caracteristici comune pentru ambele limbi, consolidată prin cea mai veche și importantă ocupație comună a pisanilor si aragonezilor. Sunetul Cacuminal, împărțit între dialectul sarten și din cele mai multe sardiniene, sau interjecția (foarte frecventă) [a’jo]!, comună în ambele insule, sunt urme mai mult vechi (mai devreme, probabil, ocupația feniciană a celor două insule). Lingviștii E. Blasco Ferrer și Michel Morvan au găsit corespondențe frapante cu limba bască în regiunea din Barbagia și Nuoro din Sardinia. 
Sassarese (sau Sassari) este, de asemenea, foarte aproape de corsicană, întotdeauna din cauza substratului mixt Sardo-Corsican. Este vorbită în Sassari și aproape, din secolul al XII-lea, ca un dialect comerciant între diferitele popoare din noul oraș născut (inclusiv sarzi, corsicani, genovezii și pisani, după spanioli și catalani), cu o evoluție legată de logudorais sardiniene, autonomă  limbii corsicane și galluriene.
Principalele variante ale limbii corsicane sunt sartenais, care include Gallurais din Sardinia,  taravais, corsicana din Regiunea Vico-Ajaccio, corsicana septentrională (Cap Corse și Bastia), balanin si dialectul Venaco. În mod tradițional, toate aceste dialecte se împart în două grupuri: cismontano și oltramontano. Similitudinea din lexic variază între 79 și 89%. Dialectul genovez din Bonifacio  este mai aproape de cel din Bastia, cu 78% similitudine lexicală.
În Pumonte, se folosește sunetul cacuminal (quiddu contra quellu – pentru  aceasta, acest lucru - cismonte). O altă asemănare cu mezzogiorno, sunetul / è / la sfârșitul cuvântului nu există in Pumonte: u pastoru sau a nazioni față de "u pastore" sau  a nazione din Cismonte. În cele din urmă, în centrul și nordul  insulei se folosește / o / sau / è /, Sartenais mențin / u / sau / i /: u curri față de u corre din Cismonte. Pumontincu are multe caracteristici,  însă rămâne un dialect toscan.

## Hărți

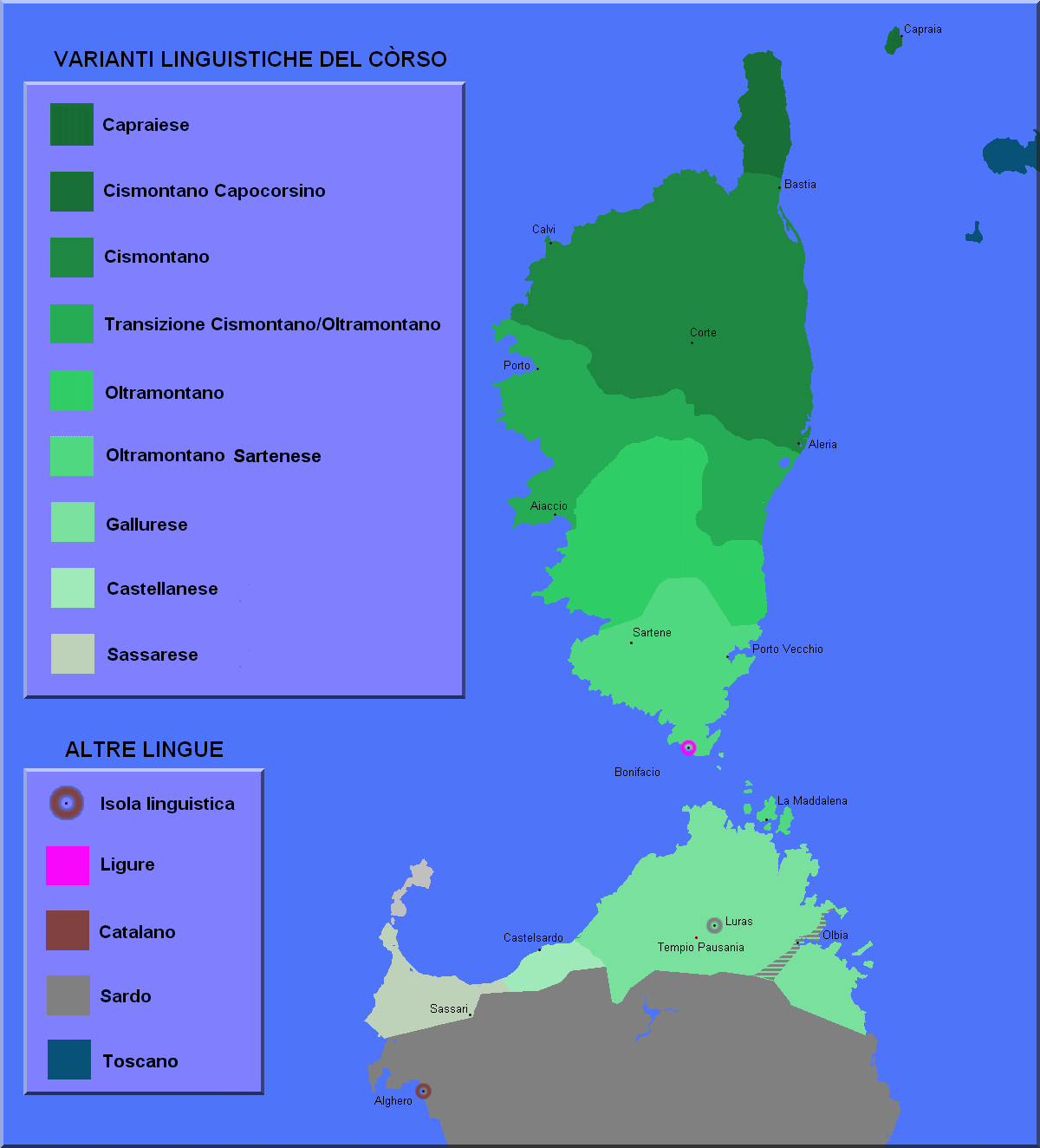
italiană {{{1}}} dialecte corsicane
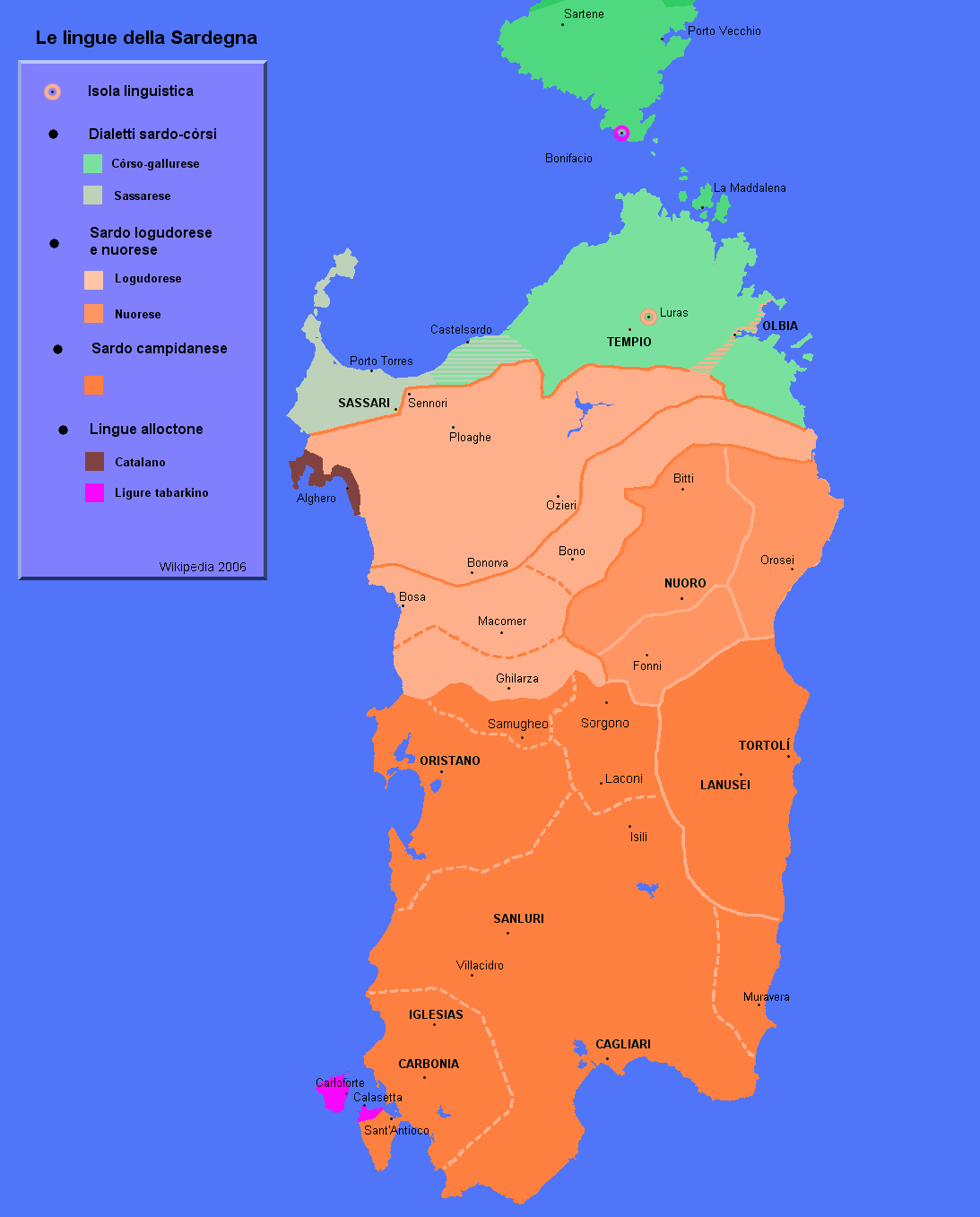
italiană {{{1}}} Gallurais în Sardinia
Alte limbi vorbite in Franța
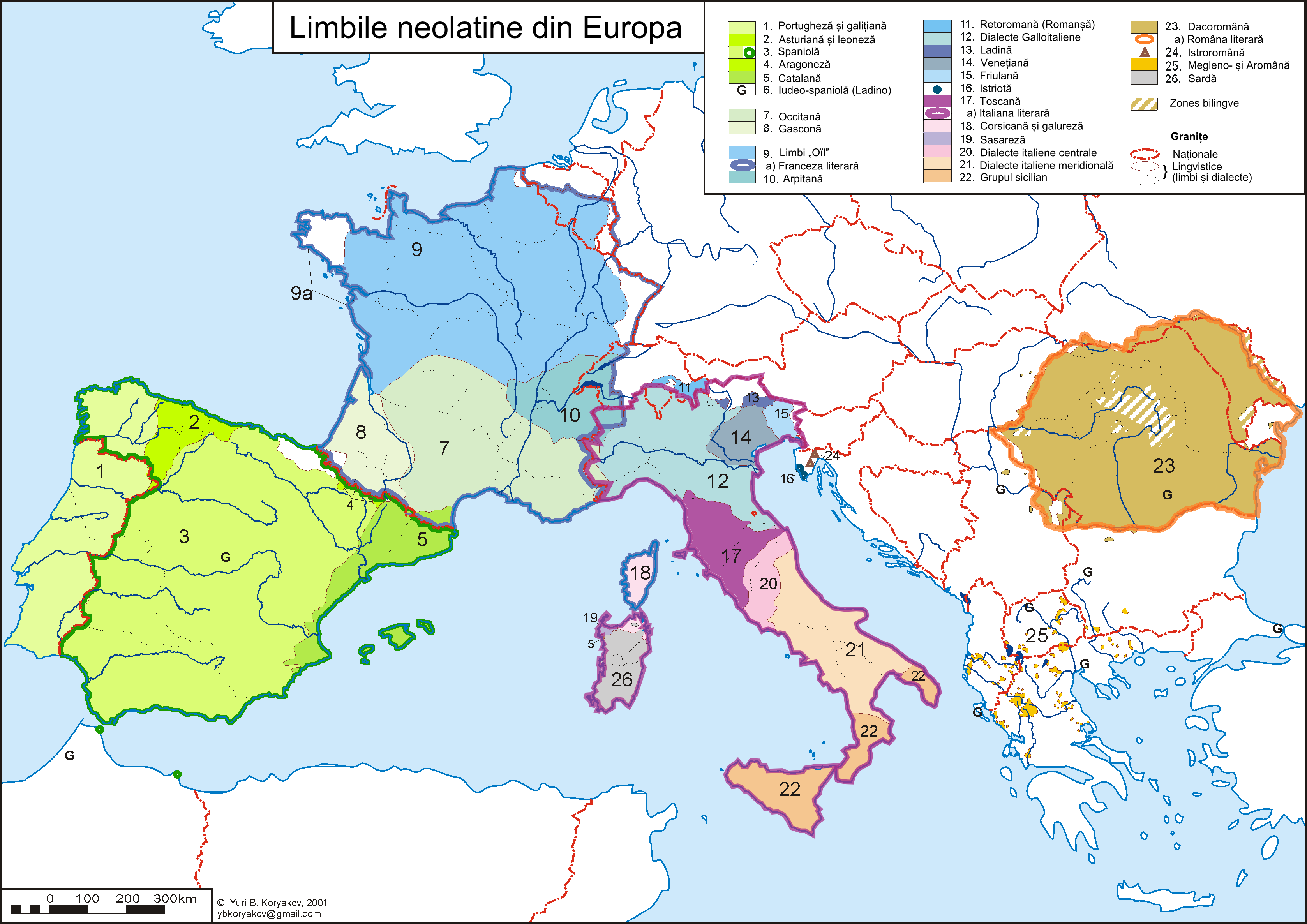
Alte limbi romanice

## Limbă și cultură
Până în secolul al XIX-lea, cu data-cheie din 1852 atunci când numai limba franceză a devenit limba oficială si când limba italiană este interzisă, limba corsicană și cea italiană sunt considerate ca două forme ale aceleiași limbi (un diasistem), limba corsicană era forma vorbită, cu variantele sale locale, limba italiană scrisă. Din al doilea Imperiu, corsicana este tăiată din italiană care nu mai este limba administrativă a insulei și tinde să fie percepută - în special prin dezvoltarea lentă a literaturii în Corsica – ca o limbă autonomă. În prezent, două școli de gândire se opun în rândul personalului academic. Cei care cred că limba corsicană este rezultatul limbii toscane și apoi merge puțin detasată pentru a evolua până în prezent (cu urme vechi, datând din România, ca sunetul cacuminal), iar cei care cred că aceasta a evoluat separat în timp (de la latina inferioară), până  în epoca noastră în cursul  istoriei sale, influențele lingvistice ale diferiților “cuceritori”, inclusiv toscana sau, astăzi, franceza. Această ultimă ipoteză este susținută doar în publicațiile de un statut naționalist, statutul toscan al limbii corsicane, cu care împărtășește o asemănare cu ordinul lexical de 90%, fiind interogat de orice romanist, în ciuda particularitaților și variantelor sale. 
Mișcarea culturală corsicană nu a încercat cu adevărat să impună o limbă unitară pentru întreaga insulă. Lingviștii corsicani vorbesc “limba polinomică”; învățătura sa se bazează în primul rând, pe fiecare varietate locală și apoi pe cunoașterea pasivă a tuturor dialectelor ale insulei. Există, totuși, în ultimii ani, printre intelectuali, artiști, profesioniștii in comunicare , apariția unei “limbi corsicane dezvoltată”, relativ unificată.
Acest limbaj prezent pe un teritoriu în care presiunea populației este redusă, unde dorința de a vorbi franceza (un fenomen frecvent găsit în altă parte) pentru “a se integra” mai bine, a creat o ruptură între generațiile lingvistice din a doua jumătate a secolului XX, unde omniprezența unei alte limbi decât corsicana, nu a fost  vreodată așa de puternică și masivă ca astăzi (mass-media, educație ...), unde o populație mixtă a crescut pentru că părinții care ar putea trimite limba lor maternă sunt acum din ce în ce mai rari, în cazul în care guvernul francez nu poate să ia în considerare întreaga poveste numită limba minoritară, face problema de supraviețuire sa fie destul de clară. Mișcarea naționalistă a obținut recent un statut de limbă, predată pe bază de voluntariat în școala primară.
Deoarece limba corsicană nu a fost niciodată scrisă sub ocupația pisanilor sau a genovezilor, este de remarcat faptul că toponimele oficiale  din limba corsicană sunt cel mai adesea scrise în limba italiană și nu în corsicană. În secolele XV-XVI, unii cartografi francezi s-au aventurat pentru a le traduce, dar rămân numai Île-Ruse și Saint Florent (cursiv, apar denumirile istorice italiene sau franceze).
| Nume în limba italiană | Nume în limba corsicană | Politonim oficial |
| ---------------------- | ----------------------- | ----------------- |
| Aiaccio                | Aiacciu                 | Ajaccio           |
| Bastia                 | Bastìa                  | Bastia            |
| Corte                  | Corti                   | Corte             |
| Calvi                  | Calvi                   | Calvi             |
| Sartena                | Sartè                   | Sartène           |
| Bonifacio              | Bunifaziu               | Bonifacio         |
| Porto Vecchio          | Portivechju             | Porto Vecchio     |
| Isola Rossa            | L'Isula-Rossa           | L'Île-Rousse      |
| Propriano              | Prupià                  | Propriano         |
| San Fiorenzo           | San Firenzu             | Saint-Florent     |

Aceasta este o limbă regională din Franța, în lista oficială publicată de guvernul francez (Ministerul Culturii / DGLF). Este folosită în semnele de circulație în Corsica. Cu toate acestea, aceasta  nu este o limbă “oficială” în Franța, doar franceza dobândind acest statut în 1992. Ca și în alte limbi regionale franceze, limba corsicană este în prezent amenințată cu dispariția, asa cum este definită în clasificarea stabilită de UNESCO. ()[ref. necesară]

## Exemple
| Cuvântul | Traducerea                             | Pronunția standard                  | Cuvânt în limba italiană |
| -------- | -------------------------------------- | ----------------------------------- | ------------------------ |
| pământul | a terra/a tarra                        | a tera/a tara (în sud)              | la terra                 |
| cerul    | u celu/u celi                          | u celi                              | il cielo                 |
| apa      | l'acqua                                | lacua                               | l'acqua                  |
| focul    | u focu                                 | u focu                              | il fuoco                 |
| omul     | l'omu                                  | lomu                                | l'uomo                   |
| femeia   | a donna                                | a dona                              | la donna                 |
| a mânca  | manghjà/magnà                          | mandia/mania                        | mangiare                 |
| a bea    | beie/bia                               | bia                                 | bere                     |
| mare     | grande/grende/grandu/maiò              | grande/grende/grandu/maio           | grande                   |
| mic      | chjùcu/pìcculu/mischinu/minninu/minori | tiucu/piculu/mischinu/mininu/minori | piccolo                  |
| untul    | u butiru/a grètula/u butirlu           | u butiru/a gretula/u butirlu        | il burro                 |
| ziua     | u ghjornu                              | u diornu                            | il giorno                |